# 지겐 다이스케 (영화)
《지겐 다이스케》(일본어: 次元大輔)는 2023년 아마존 프라임 비디오에서 공개한 일본의 영화이다.

## 캐스팅

### 주연
- 타마야마 테츠지 - 지겐 다이스케 역

### 조연
- 마키 요코 - 아딜 역
- 사토 호나미 - 루리 역
- 사사노 타카시
- 모토미야 야스카제
- 나미오카 카즈키
- 노무라 유진 - 이노다 쇼조 역
- 바바 토오루
- 타나카 요지
- 나가세 마사토시 - 카와시마 다케시 역
- 쿠사부에 미츠코 - 야구치 치하루 역